# Road Town
Road Town – stolica Brytyjskich Wysp Dziewiczych leżąca na południowym wybrzeżu wyspy Tortola; 8 700 mieszkańców (2006). Jedna czwarta z ponad dziesięciu tysięcy mieszkańców wyspy to obywatele Road Town.
Miasto jest jednym z głównych centrów bareboating'u (wypożyczania jachtów) na Karaibach.